# Dysdera incognita
Dysdera incognita là một loài nhện trong họ Dysderidae.
Loài này thuộc chi Dysdera. Dysdera incognita được miêu tả năm 1991 bởi Dunin.